# بديع حقي
بديع حقي أديب وروائي وناقد ودبلوماسي ومترجم سوري. ولد في عام 1922 دمشق. درس الحقوق وحصل على درجة الدكتوراه من جامعة السوربون. عمل في السلك الديبلوماسي السوري بين عامي 1945 و1986. من مؤلفاته "التراب الحزين" و"جفون تسحق الصور" و"أحلام الرصيف المهجور" و"حين تتمزق الظلال" و"الشجرة التي غرستها أمي" و"جمرة الحرف و"خمرة النغم". نشر قصصه وترجماته في المجالات والصحف السورية واللبنانية، وصدر له 14 كتابًا في الشعر والقصة والرواية و11 كتابًا مترجمًا. وتجول في عدة بلدان عربية وعالمية. كان عضوًا بجمعية القصة والرواية، وعضو اتحاد الكتاب العرب.

## مسيرته
عمل بديع حقي في وزارة الخارجية سفيرًا مفوضًا ابتداءً من عام 1945، وأتقن عدة لغات بحكم عمله. بدأ حقي مشواره الأدبي في سن مبكرة حيث بدأ بالنشر في بعض الصحف اليومية والأسبوعية عندما كان في الثانية عشرة من العمر، من هذه الصحف «سمير التلاميذ» وكانت أول صحيفة مخصصة للأطفال في البلاد. نشر كذلك في صحيفة (الأحد) الأسبوعية لصاحبها إيليا شاغوري أولى مقالاته الأدبية، كما نشر في العديد من الصحف والمجلات السورية، واللبنانية، وغيرهما. عمل في السلك الدبلوماسي السوري بين عامي 1945 و1986، وتتدرج في المناصب حتى صار سفيراً، وتنقل في عمله بين بغداد، وباريس، وبيرن، وموسكو، واسطنبول، وكابول، والجزائر، وكوناكري ومقديشو (الصومال).
بدأ حقي مسيرته شاعراً فأصدر ديوانه الوحيد «سحر» عن دار مجلة «الأديب» اللبنانية عام 1953، ثم ترك الشعر وانصرف إلى كتابة القصة والرواية والمقالة والدراسات الأدبية والترجمة، وقد نالت مجموعته القصصية «التراب الحزين» جائزة الدولة للقصة عام 1961، وتم تدريسها في المدارس الإعدادية بين عامي 1965-1968.

## مؤهلاته العلمية
- إجازة الحقوق - دمشق، سوريا 1944.[6]
- دكتوراه في الحقوق الدولية - باريس 1950.[6]
- دبلوم في الحقوق الجزائية - باريس 1949.[6]

## مؤلفاته
1 - سحر- شعر- بيروت 1954.
2 - التراب الحزين- قصص - دمشق 1960.
3 - جفون تسحق الصور- رواية - بيروت 1968.
4 - أحلام على الرصيف المجروح - رواية - بيروت 1973.
5 - قمم في الأدب العالمي - دراسة - دمشق 1973.
6 - حين تتمزق الظلال- قصص - دمشق 1980.
7 - الشجرة التي غرستها أمي - دمشق 1986.
8 - همسات العكازة المسكينة- رواية - بيروت 1987.
9 - لا تزال الشمس تشرق - آرنست همنغواي - ترجمة - دمشق.
10- المعطف - غوغول- ترجمة - دمشق.
11- اللوحة - غوغول - ترجمة - دمشق.
12- البستاني - رابندرانات طاغور- ترجمة - دمشق.
13- جني الثمار- رابندرانات طاغور- ترجمة - دمشق.
14- شتيرا- رابندرانات طاغور- ترجمة - دمشق.
15- دورة الربيع- رابندرانات طاغور- ترجمة. - دمشق
16- اليراعات ( مقطوعة شعربة) - رابندرانات طاغور- ترجمة - 1988
17- قصائد مناضلة- أحمد سيكوتوري- ترجمة - دمشق.
18- حين يورق الحجر- مقالات- اتحاد الكتاب العرب- دمشق 1990.
19- قوس قزح فوق بيت ساحور (قصص)- دار كنعان- دمشق 1993.
20- فلسطينيات بديع حقي- دمشق 1995.
21 - جمرة الحرف وخمرة النغم (خواطر ومقالات) 1993
22 - مذاهب وأعلام في الأدب العالمي (دراسات) 1994
23 - نجوى زهرة البوكسيا (قصص) 1995
24 - حكاية النهر والجسد (فصة)
25 - الزيتونة، عتيق في الكار
26 - روائع طاغور في الشعر والمسرح

## الجوائز
- جائزة الدولة للقصة عام 1961 عن مجموعته القصصية «التراب الحزين».[26]
- أقام له اتحاد الكتاب والصحفيين الفلسطينيين حفل تكريم.[2]
- أقامت له جمعية القصة والرواية في اتحاد الكتاب العرب حفل تكريم عام 1987.[2]
- أقامت له مجلة «الثقافة» بمكتبة الأسد حفل تكريم في 27/11/1994، برعاية وزارة الثقافة، وهو آخر تكريم له.[2]

## وفاته
توفي سنة 2000، في دمشق بسبب مرض القلب الذي داهمه في السنوات الأخيرة من حياته.